# Yukarıkoçlu, Alaçam
Yukarıkoçlu là một xã thuộc huyện Alaçam, tỉnh Samsun, Thổ Nhĩ Kỳ. Dân số thời điểm năm 2010 là 294 người.